# Super Toy Club
Der Super Toy Club ist eine Kinder- und Jugendspielshow des Senders Super RTL, die am 23. Oktober 1999 ihre Premiere feierte. Die letzte Erstausstrahlung fand am 3. Dezember 2005 mit der 122. Ausgabe statt. Noch bis Ende 2006 wiederholte Super RTL durchgehend zahlreiche Folgen der Show am Samstagvormittag. Zum vorerst letzten Mal wurde der Super Toy Club am 30. Dezember 2006 im Fernsehen ausgestrahlt. Am 22. September 2017 startete eine Neuauflage der Show.

## Konzept
Die Sendung, die zeitweise einen Marktanteil von über 30 % bei Kindern hatte, wurde von David Wilms als „Commander David“ moderiert. Die Neuauflage seit 2017 präsentiert Florian Ambrosius als „Flomander“.
In der Show spielen zwei Mannschaften mit je vier Kindern, getrennt in Jungen und Mädchen, gegeneinander. Sie sollen pro Staffel in vier von sechs/sieben möglichen Spielen so viele Punkte wie möglich erreichen.
Am Ende darf die Gruppe, die die höchste Punktzahl erreicht, anschließend für drei Minuten im Super Toy Race ein parcoursartig hergerichtetes Spielwarengeschäft von Toys “R” Us „leerräumen“, das heißt, dass die Kinder so viel in die Einkaufswagen packen dürfen, wie es ihnen möglich ist. Erreichen die Teilnehmer innerhalb dieser Zeit das Ziel, bekommen diese noch weitere Spiele und Preise dazu. In einigen Ausgaben mussten die Teilnehmer das Schloss im Ziel erst mit vier farbigen, während des Finales eingesammelten Chipkarten (in Rot, Gelb, Blau und Grün) knacken. In der Neuauflage müssen die Einkaufswagen durch während des Finales eingesammelte Sterne freigeschaltet werden. Das Super Toy Race wurde in einer Kölner Filiale aufgezeichnet.
Kennzeichnend für die 6. und 7. Staffel (2003 und 2004) war es, dass Moderator David Wilms beide Kandidatenteams zu Beginn der Sendung nicht zu sich nach vorne rief. Stattdessen blieben sie im Publikum unter den Fans sitzen. Wilms kam zu ihnen und plauderte dort mit ihnen, bevor es hinunter zum ersten Spiel ging.
Die 100. Folge, zur 7. Staffel gehörend (Ausstrahlung am 24. Oktober 2004), wurde als Jubiläumssendung gefeiert. In kurzen Ausschnitten wurde auf die allererste Sendung zurückgeblickt. Die Siegerinnen dieser Folgen waren zudem in der Sendung zu Gast und nach dem Super Toy Race kamen Wilms und die Siegerinnen der 100. Ausgabe noch einmal ins Studio zurück, um eine Geburtstagstorte aufzuschneiden.
Kennzeichnend für die finale 8. Staffel (2005), deren 10 Ausgaben nur noch am Samstagvormittag ausgestrahlt wurden, waren einige radikale Kürzungen, die insbesondere die Attraktivität und Qualität der Show negativ beeinträchtigte. Fortan dauerte die Sendung keine 30 bis 32 Minuten mehr, sondern lediglich noch 22 bis 25 Minuten. Die Anmoderation und Kandidatenvorstellung durch Wilms fiel wesentlich kürzer, fast gehetzt, aus; Spiele wie Galaxy Tennis (3 statt 5 Punkte erreichen), Kosmokado (Bälle wurden nicht mehr während des Spiels von Wilms, sondern lediglich am Ende vom Bordcomputer gezählt) und Astroslide (pro Wurf nur 5 Sekunden Bedenkzeit) wurden gekürzt. Auch das Super Toy Race wurde um 30 Sekunden auf 3 Minuten gekürzt. Zudem entfielen die Spielerklärungen von Wilms vor jedem Spiel, mit Ausnahme von Monstopia, da dieses Spiel neu war und somit logischerweise den Kandidaten, dem Publikum und den Zuschauern erklärt werden musste.

## Spiele in der Sendung
- Verrengo (1999–2001): In diesem Spiel, das nahezu vergleichbar mit dem Spiel Twister ist, musste man akrobatisch aktiv werden, beispielsweise die linke Hand auf eine rote Fläche oder den rechten Fuß auf eine blaue Fläche legen und gleichzeitig vorankommen. Wer als Erster die gegenüberliegende Seite erreichte und den Buzzer drückte, gewann das Spiel. Das Spiel konnte auch zuvor zu Ende gehen, wenn jemand seine verrenkte Haltung verlor und hinfiel. Dessen Team verlor in diesem Fall das Spiel. Verrengo, das jeweils nur ein Kandidat jedes Teams spielte, war seit der allerersten Sendung mit dabei. In der 4. Staffel (2001) wurde es zum letzten Mal gespielt und später durch Meteorido ersetzt.
- Planetoido (1999–2002): In diesem Spiel, das auf dem Spiel Vier gewinnt basiert, mussten die Kandidaten vier Kreise („Planeten“) in eine waagerechte, senkrechte oder diagonale Reihe bringen, um zu gewinnen. Auch Planetoido ist ein Spiel der ersten Stunde und kam zuletzt in der 5. Staffel (2002) sporadisch als Anfangsspiel vor, bevor es ab der 6. Staffel komplett verschwand.
- Colorion (1999–2002): Basierend auf dem Spiel Simon, mussten die Teilnehmer auf vier farbigen Flächen (in Rot, Gelb, Blau und Grün) eine Reihenfolge der Farben (z. B. Rot-Gelb-Grün-Blau) mit einem Ton, der von den Farbflächen kam, nachspringen. Zunächst war das Tempo der Melodie gemächlich, dann mit jeder Reihenfolge immer schneller. Das Spiel war zu Ende, wenn ein Teilnehmer auf eine falsche Farbfläche sprang. Sieger wurde die Gruppe mit den meisten korrekt nachgespielten Reihenfolgen (pro erfolgreichen neuen Ton gab es 10 Punkte). Colorion wurde in den ersten Staffeln meistens als erstes Spiel gespielt, geriet aber ab 2002 ebenfalls oft in Vergessenheit und wurde später ersetzt. In seltenen Fällen wurde Colorion in der dritten Staffel auch als viertes und somit finales Spiel der Sendung gespielt.
- Kristallica (1999–2005): Der Klassiker des Super Toy Clubs schlechthin und meistens das finale, alles entscheidende Duell. Hier muss man mit einem übergroßen Hammer künstliche Eisblöcke aus einer großen Fläche schlagen, ohne dabei den Kristall in der Mitte der Fläche zum Einsturz zu bringen. Die Gruppe, die den Einsturz verursacht, verliert das Spiel. Nur in wenigen Ausgaben in den ersten Jahren kam Kristallica nicht vor und wurde in diesen Sendungen von Colorion als Finalspiel ersetzt.
- Galaxy Tennis (2000–2005): Ein Spiel, ähnlich wie Tischtennis, nur dass hier ein Laser als „Ball“ diente. Zunächst bewegte sich der Laser langsam, dann immer schneller hin und her. Wer zuerst fünf Punkte (Staffel 8: drei Punkte) erreichte, entschied das Spiel für sich. Galaxy Tennis wurde erstmals in der Auftaktfolge der 3. Staffel (Folge 19; Jahr 2000) gespielt.
- Doktronik (2000–2005): In diesem Geschicklichkeitsspiel, das auch in kleinerer Form unter dem Namen Doktor Bibber verkauft wurde, mussten die Teilnehmer aus einer übergroßen Figur „verschluckte“ Gegenstände mit einer Zange entnehmen, dabei allerdings nicht den Rand berühren. Passierte dies trotzdem, ertönte ein lautes Surren und die Zange musste weitergegeben werden. Das Team, das am Ende die meisten Gegenstände entnommen hatte, gewann das Spiel. Auch Doktronik wurde genau wie Galaxy Tennis mit Beginn der 3. Staffel (2000) eingeführt. Beide Spiele kamen bis zur letzten Ausgabe der letzten Staffel sporadisch immer mal wieder vor.
- Meteorido (2001–2004): Kurz nach dem Jahrtausendwechsel war Meteorido innerhalb der langen und mehrfach aufgeteilten 4. Staffel neu mit dabei und wurde vor allem im Jahr 2002 in der 5. Staffel in nahezu jeder Ausgabe stets als zweites Spiel gespielt. 2004 wurde es noch vereinzelt als erstes Spiel gespielt. 2005 in der letzten Staffel wurde es dann schließlich endgültig durch das neue Spiel Monstopia ausgetauscht.
- Pictorion (2002–2005): Dieses Spiel feierte in der Sendung vom 24. August 2002 seine Premiere und wurde ab dieser Ausgabe der 5. Staffel (2002) stets als drittes Spiel in jeder Sendung gespielt. Schon ein Jahr später wurde es in der 6. Staffel (2003) durch Kosmokado als drittes Spiel abgelöst und kam, wohl möglicherweise auch aufgrund seiner mangelnden Attraktivität und Spannung für den Zuseher, bis zuletzt nur noch sporadisch als erstes oder zweites Spiel vor.
- Kosmokado (2003–2005): Auf dem Spiel Murmelmikado basierend, wurde Kosmokado in der 6. Staffel (2003), die ab dem 10. September 2003 ausgestrahlt wurde, von Moderator David Wilms als neues Spiel angekündigt. Es ersetzte Pictorion als drittes Spiel. In den 20 Episoden der darauffolgenden 7. Staffel (2004) wurde es stets als zweites Spiel jeder Ausgabe gespielt.
- Astroslide (2004–2005): In der 7. Staffel im Jahr 2004 hieß das neue Spiel Astroslide, eine Neuauflage des Klassikerspiels Avalanche. Astroslide wurde in den 20 Ausgaben der 7. Staffel in jeder Show als drittes Spiel eingesetzt, wodurch Kosmokado nach vorne rückte und weiterhin regelmäßig als zweites Spiel zum Einsatz kam. Auch in den 10 Shows der 8. und letzten Staffel kam Astroslide häufig vor, hier zumeist sogar an zweiter Stelle. Einzige Neuerung in dieser Staffel: Die Kandidaten hatten pro Kugel nur noch 5 Sekunden Zeit.
- Monstopia (2005): Monstopia hieß das neue Spiel in der letzten Staffel des Super Toy Clubs. Anders als in den Jahren zuvor wurde es als neues Spiel jedoch nicht als drittes Spiel gespielt, sondern leitete jede Show der finalen 8. Staffel als erstes Spiel ein. Das Spiel, auf Monster Mash basierend, wurde, ähnlich wie in den frühen Jahren Planetoido, an den Computerterminals gespielt. Charakteristisch war die enorm kurze Dauer dieses Spiels (Dauer von max. 2 Minuten).

Bei den Spielen der Neuauflage handelt es sich ebenfalls um keine extra für die Sendung entwickelten Spiele, sondern um bekannte Gesellschaftsspiele, die in überdimensionaler Größe nachgebaut wurden. Somit bleibt als einziges Spiel das Finalduell Kristallica erhalten, das bereits als Gesellschaftsspiel erschienen ist:
- Make ’n’ Break
- S.O.S. Affenalarm
- Pie Face Duell
- Jenga
- Labyrinthia
- Quadropia
- Chronobomb
- Doktor Bibber
- Balla Balla
- Kristallica

## Produktion
Zwischen 1999 und 2005 wurden insgesamt 122 Episoden in acht Staffeln im Cologne Broadcasting Center (CBC) in Köln-Ossendorf produziert. In der Neuauflage seit 2017 wurden bislang 39 weitere Ausgaben in drei Staffeln produziert.
Produktionsfirmen waren / sind:
- Endemol Entertainment (1999–2001, Staffel 1 bis 4)
- Grundy Light Entertainment (2002–2005, Staffel 5 bis 8)
- UFA Show & Factual (2017–2020)[4]

## Ausstrahlung
| Staffel   | Ausstrahlung                                                    | Episoden       | Spieleauswahl (jeweils 4 Spiele pro Sendung)                                                                       | Bemerkungen |
| --------- | --------------------------------------------------------------- | -------------- | --- | --- |
| Staffel 1 | 23. Oktober 1999 – 11. Dezember 1999                            | Folgen 1–8     | Colorion, Verrengo, Planetoido, Kristallica                                                                        | In der 1. Staffel wurde beim Super Toy Race noch keine Zeitbegrenzung eingeblendet. Von Wilms wurde aber hin und wieder erwähnt, es seien 2 Minuten 30 Sekunden, die den Siegern zur Verfügung stünden. |
| Staffel 2 | 25. März 2000 – 27. Mai 2000                                    | Folgen 9–18    | Colorion, Verrengo, Planetoido, Kristallica                                                                        | In der 2. und 3. Staffel gab es beim Super Toy Race keine Chipkarten, die eingesammelt werden mussten. Wurde das Ziel in der vorgegebenen Zeit erreicht, öffnete sich die Tresortür zur Elektronikabteilung automatisch. |
| Staffel 3 | 9. September 2000 – 23. Dezember 2000                           | Folgen 19–34   | Colorion, Verrengo, Planetoido, Kristallica Neu: Galaxy Tennis, Doktronik                                          | Einzig in dieser Staffel wurde oftmals auf Kristallica als viertes entscheidendes Spiel verzichtet. Stattdessen wurde in diesen Ausgaben Colorion als Finalspiel eingesetzt. |
| Staffel 4 | 3. Februar 2001 – 23. Februar 2002                              | Folgen 35–60   | Colorion, Verrengo, Planetoido, Kristallica, Galaxy Tennis, Doktronik Neu: Meteorido                               | Die 26 Folgen dieser Staffel wurden in mehreren Etappen produziert und ausgestrahlt. Das neue Spiel "Meteorido" wurde erst zur Mitte der Staffel eingeführt. |
| Staffel 5 | 2. März 2002 – 9. März 2002 24. August 2002 – 14. Dezember 2002 | Folgen 61–78   | Colorion, Planetoido, Galaxy Tennis, Doktronik, Meteorido, Kristallica Neu: Pictorion Nicht mehr dabei: Verrengo   | Ab dieser Staffel wurde der Super Toy Club von Grundy Light Entertainment produziert. Die ersten beiden Episoden dieser Produktionsphase liefen bereits unmittelbar nach der 4. Staffel. Der eigentliche Staffelauftakt war schlussendlich am 24. August 2002 mit der Einführung des Spiels "Pictorion". |
| Staffel 6 | 10. September 2003 – 20. Dezember 2003                          | Folgen 79–92   | Galaxy Tennis, Doktronik, Meteorido, Pictorion, Kristallica Neu: Kosmokado Nicht mehr dabei: Colorion, Planetoido  | |
| Staffel 7 | 5. September 2004 – 20. März 2005                               | Folgen 93–112  | Galaxy Tennis, Doktronik, Meteorido, Pictorion, Kosmokado, Kristallica Neu: Astroslide                             | Fixer Ablauf: Kosmokado, Astroslide und Kristallica meist als zweites, drittes und viertes Spiel. Nur das erste Spiel variierte in jeder Ausgabe. |
| Staffel 8 | 1. Oktober 2005 – 3. Dezember 2005                              | Folgen 113–122 | Galaxy Tennis, Doktronik, Pictorion, Kosmokado, Astroslide, Kristallica Neu: Monstopia Nicht mehr dabei: Meteorido | Anders als alle anderen Staffeln, liefen die letzten 10 Episoden nur noch am Samstagvormittag. Bis zur letzten Ausgabe forderte Wilms die Zuschauer am Ende der Sendung auf, sich zu bewerben, wohl noch im Unwissen darüber, dass es keine Fortsetzung im Folgejahr mehr gab. Deutlicher Qualitätsverlust aufgrund radikaler Kürzung der Dauer pro Ausgabe um ca. 8–10 Minuten, durch u. a.: - Verkürzung der Anmoderation und Kandidatenvorstellungen; - Entfallen sämtlicher Spielerklärungen, - Kürzungen innerhalb der Spiele (z. B. 1 Minute pro Team beim Spiel Doktronik statt, wie in den Jahren zuvor, jeweils 2 Minuten) - Kürzung des Super Toy Race um 30 Sekunden (das Luftballonmeer als eines der Hindernisse entfiel) |

## Musik
Die Super-Toy-Club-Musik wurde beim Kölner Unternehmen Trevista aufgenommen. Dort entstand auch die Musik für Q-Boot – Das Quiz und Toggolino.